# لقنوراويات
اللقنوراويات (الاسم العلمي: Lecanorineae) هي رتيبة من الفطريات تتبع الرتبة اللقنوريات من طائفة اللقنورانية.

## فصائل
- اللقنورية
- الرامالينة
- المتكاورات
  - المتكاورة